# Услонські гори
Услонські гори — височина у Верхньоуслонськом районі Татарстану, на правому березі річки Волга, обмежені річкою Сулиця і Свіяга на заході, Волгою на півночі та сході, селом Тенькі півдні. Названі на честь сіл Верхній Услон та Нижній Услон.
До кінця XX століття в Услонських горах видобувся будівельний камінь (Печищенська копальня, Свіязька копальня). В Услонських горах знаходиться гірськолижний спортивно-оздоровчий комплекс «Казань».